# Stadtsparkasse Felsberg
Die Stadtsparkasse Felsberg war eine öffentlich-rechtliche Sparkasse mit Sitz in Felsberg im Schwalm-Eder-Kreis in Hessen (Deutschland). Das Geschäftsgebiet umfasste die Stadt Felsberg und den ehemaligen Amtsgerichtsbezirk Felsberg. Die Stadtsparkasse Felsberg gehörte dem Sparkassen- und Giroverband Hessen-Thüringen an. Zum 1. April 2017 wurde die Stadtsparkasse Felsberg von der Kreissparkasse Schwalm-Eder aufgenommen.
Die Stadtsparkasse Felsberg wies im Geschäftsjahr 2016 eine Bilanzsumme von 165,59 Mio. Euro aus und verfügte über Kundeneinlagen von 103,23 Mio. Euro. Gemäß der Sparkassenrangliste 2016 lag sie nach Bilanzsumme auf Rang 402. Sie unterhielt 1 Filialen/SB-Standorte und beschäftigte 40 Mitarbeiter.[4]